# پنتانال
پنتانال (به انگلیسی: Pentanal) با فرمول شیمیایی C۵H۱۰O یک ترکیب شیمیایی با شناسه پاب‌کم ۸۰۶۳ است. که جرم مولی آن ۸۶٫۱۳۲۳ g/mol می‌باشد. شکل ظاهری این ترکیب، مایع شفاف است.